# الأسرة الأخمينية
الأسرة الأخمينية أو الأسرة الهَخامَنِشيّة أو أسرة الهَخامَنِشيّين (بالفارسية القديمة Hakhāmanišiya؛ بالفارسية الحديثة: دودمانِ هَخامَنِشی؛ بالإغريقية: Ἀχαιμενίδαι Akhaimenídai ‏ كانت سلالة ملكية فارسية قديمة والأسرة الحاكمة للإمبراطورية الأخمينية من حوالي 700 إلى 330 قبل الميلاد، وهي إمبراطورية إيرانية امتدت من مصر وجنوب شرق أوروبا في الغرب إلى وادي السند في الشرق. وضع المؤرخ مانيتون فراعنة الأسرة السابعة والعشرين في مصر ضمن هذه السلالة أيضا. 

## الأصول
يُعرف تاريخ السلالة الأخمينية بشكل أساسي بفضل المؤرخين اليونانيين مثل هيرودوت، كتيسياس وكزينوفون، حكايات كتب العهد القديم، ومصادر إيرانية أصلية. وفقًا لهيرودوت كانت الأخمينية عشيرة من قبيلة باسارجادي وربما استقروا حول باسارغاد. من المحتمل أنهم حكموا قبائل فارسية أخرى في القرن التاسع قبل الميلاد.

## قائمة الملوك
كانت الملكية وراثية في عهد السلالة الأخمينية. وغالبا ما تُضاف كلمة «أخميني» إلى آخر اسم الملك أو لقبه. يختار الملك خليفته الذي عادة ما يكون ابنه البكر. ومنذ عهد داريوس الأول إلى أرتحشستا الثاني أصبح من المعتاد أيضا أن يحكم الأب والابن معاً. 
| ملك                          | عهد                   | تعليقات |
| ---------------------------- | --------------------- | --- |
| هخامنش                       | 730 - 650 قبل الميلاد | مؤسس السلالة الأخمينية وأول ملك لبلاد فارس. |
| تيسبس [الإنجليزية]           | 650-625 قبل الميلاد   | |
| سايروس الأول                 | 625-580 قبل الميلاد   | |
| قمبيز الأول                  | 580-559 قبل الميلاد   | |
| سايروس الثاني                | 559-530 قبل الميلاد   | كان كورش العظيم أبرز الملوك الفارسيين وأحد أشهر الاستراتيجيين والحكام في كل العصور. كان كورش في ذروة حكمه ملكًا لبلاد فارس وملك بابل وملك ميدون و يلقب بـ"ملك الأطراف الأربعة للعالم". |
| قمبيز الثاني                 | 530-522 قبل الميلاد   | غزا مصر في معركة لوسيوم ، وبذلك أضاف فرعون مصر إلى ألقاب الملوك الفارسيين. |
| سميرديس                      | 522 قبل الميلاد       | |
| داريوس الأول                 | 522-486 قبل الميلاد   | توسعت الإمبراطورية في عهده إلى أقصى حد ؛ بدأ أولى الغزوات على اليونان. |
| زركسيس أنا                   | 486-465 قبل الميلاد   | قام بغزو فاشل على اليونان. |
| ارتحشستا أنا                 | 465 - 424 قبل الميلاد | |
| زركسيس الثاني                | 424 قبل الميلاد       | |
| سوجديانوس                    | 424 - 423 قبل الميلاد | |
| داريوس الثاني                | 423-404 قبل الميلاد   | |
| ارتحشستا الثاني              | 404 - 358 قبل الميلاد | فقدت بلاد فارس في عهده أراضي مصر |
| ارتحشستا الثالث              | 358 - 338 قبل الميلاد | استعادت بلاد فارس في عهده أراضي مصر |
| ارتحشستا الرابع              | 338 - 336 قبل الميلاد | |
| داريوس الثالث                | 336 - 330 قبل الميلاد | هزمه الإسكندر المقدوني ؛ غزا بلاد فارس. انتهت سلالته الحاكمة. |
| أرتحشستا الخامس [الإنجليزية] | 330 - 329 قبل الميلاد | حاول قيادة تمرد ضد الإسكندر ؛ أسر وأُعدم. |